# Confédération brésilienne de handball
La Confédération brésilienne de handball (portugais : Confederação Brasileira de Handebol, CBHb), est l'organisation nationale chargée de gérer et de promouvoir la pratique du handball au Brésil.
Son siège social est situé à Aracaju.
La fédération s'occupe notamment de :
- Équipe du Brésil masculine de handball
- Équipe du Brésil féminine de handball
- Championnat du Brésil masculin de handball
- Championnat du Brésil féminin de handball